# بیسن (ایلینوی)
بیسن (به انگلیسی: Beason) یک منطقهٔ مسکونی در ایالات متحده آمریکا است که در ایلینوی واقع شده‌است. بیسن ۱۸۹ نفر جمعیت دارد.